# Чан Туан Мінь
Чан Туан Мінь (в'єт. Trần Tuấn Minh, нар. 1 січня 1997, Ханой) — вʼєтнамський шахіст, гросмейстер (2017).

## Спортивні результати
| Рік  | Місто    | Турнір                                              | + | − | = | Результат | Місце |
| ---- | -------- | --------------------------------------------------- | - | - | - | --------- | ----- |
| 2014 | Кечкемет | «Chess in Kecskemet GM November 2014»               | 5 | 0 | 5 | 7½ з 10   | [ 3 ] |
| 2016 |          | «2016 Philippine International Chess Championship»  | 6 | 2 | 1 | 6½½ з 9   | [ 4 ] |
| 2017 | Хошимін  | «7th HDBank international open - Master tournament» | 5 | 1 | 3 | 6½ з 9    | [ 5 ] |

## Зміни рейтингу
| На цьому місці має відображатися графік чи діаграма, однак з технічних причин його відображення наразі вимкнено. Будь ласка, не видаляйте код, який викликає це повідомлення. Розробники вже працюють для того, щоби відновити штатне функціонування цього графіка або діаграми. | |
| | На цьому місці має відображатися графік чи діаграма, однак з технічних причин його відображення наразі вимкнено. Будь ласка, не видаляйте код, який викликає це повідомлення. Розробники вже працюють для того, щоби відновити штатне функціонування цього графіка або діаграми. |